# Phonophobie
 Mise en garde médicale
La phonophobie (plus rarement audiophobie) est une crainte d'entendre ou d'écouter due à une sensation auditive insupportable produite par les sons environnants. Dans la nouvelle classification de Tyler et al., la phonophobie est classée comme une hyperacousie de peur. Qu'il ne faut pas confondre avec les autres types d'hyperacousie (hyperacousie d'intensité, hyperacousie de douleur et hyperacousie de gène).

## Différence entre phonophobie et hyperacousie
Dans la phonophobie, le patient a peur alors qu'il ne risque rien , ni douleurs otalgiques, ni acouphènes, ni augmentation de la sensibilité au bruit.
Dans l'hyperacousie, le patient se protège des bruits car ces derniers augmentent ou déclenchent des douleurs, des acouphènes et l'hyperacousie. S'il ne se protège pas, l'hyperacousique constatera une augmentation de l'intensité de ses acouphènes, de son hyperacousie et/ou de ses douleurs. Une augmentation qui peut durer plusieurs heures, plusieurs jours, plusieurs semaines ou plusieurs mois, en fonction de l'intensité du bruit ou du temps d'exposition.

## Mécanisme

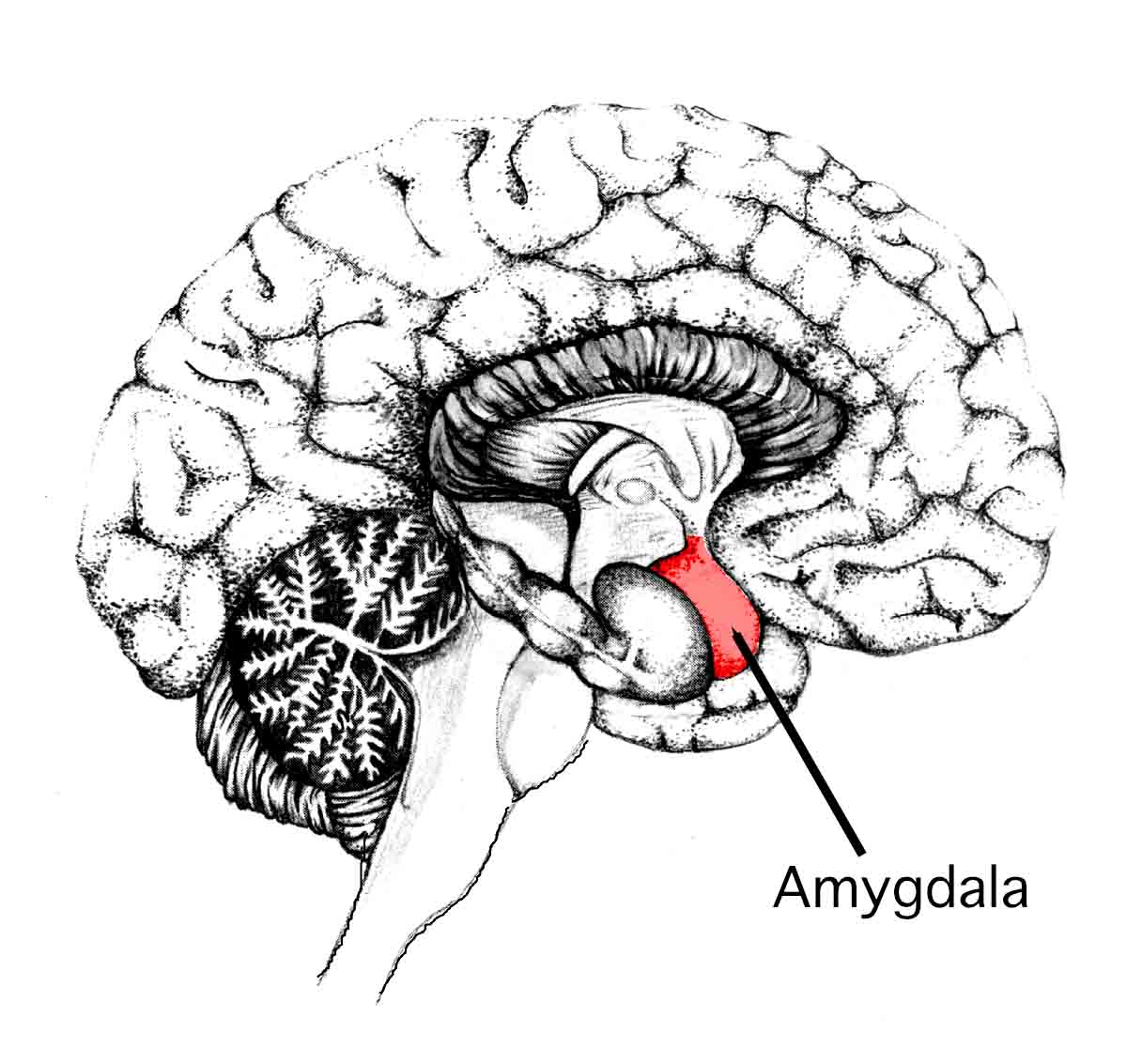

Les voies auditives non classiques fournissant une voie sous-corticale à l'amygdale peuvent être impliqués dans la phonophobie.
Il peut s'agir d'une simple peur et donc d'un phénomène psychologique sans qu'il y ait une quelconque cause organique.